# سیارک ۱۹۹۰
سیارک ۱۹۹۰ (به انگلیسی: 1990 Pilcher، نامگذاری:1956EE) هزار و نهصد و نودمین سیارک کشف شده‌است که در ۹ مارس ۱۹۵۶ و در هایدلبرگ کشف شد.
قدر مطلق سیارک برابر ۱۳٫۱۴ است.